# Батюков, Исаак Полиевктович
Исаак Полиевктович Батюков (4 [16] февраля 1865, Туношна, Ярославская губерния — 20 ноября 1934, Туношна, Ярославский район) — русский живописец.

## Биография

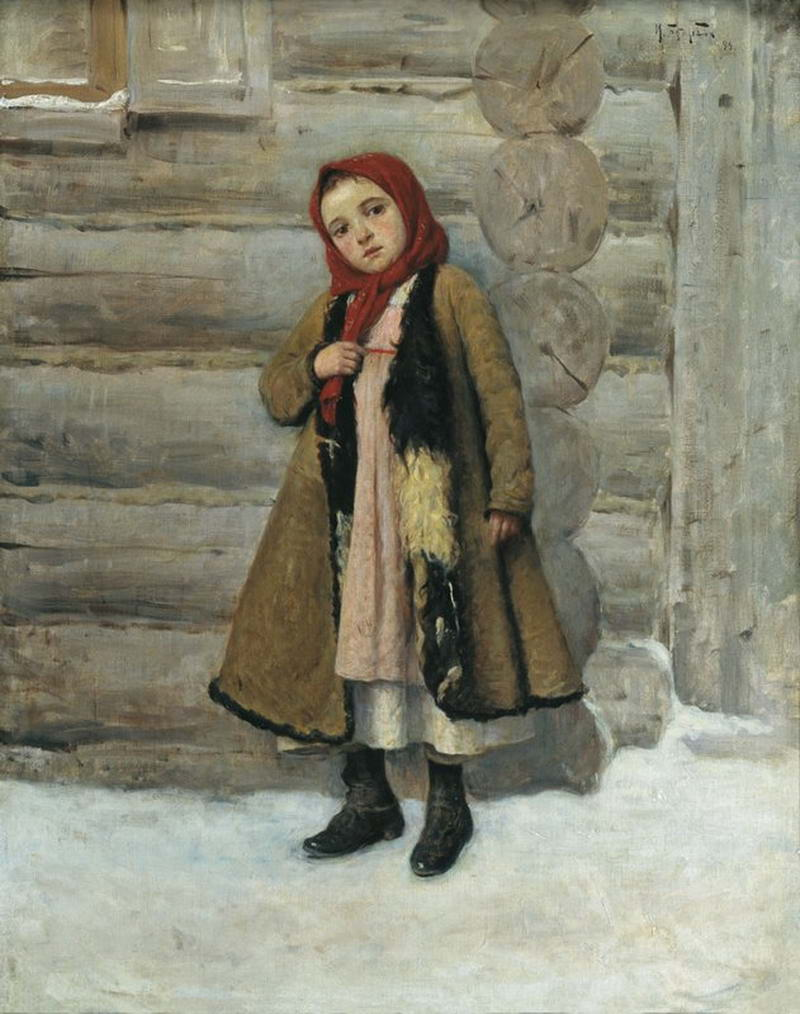
Крестьянская девочка. 1899 год.

Родился 4 февраля 1865 года в селе Туношна Ярославского уезда.
Окончил Московское училище живописи, ваяния и зодчества (1886—1894; за выпускную картину «У приезжей подруги» получил большую серебряную медаль). Обучался в частной студии Ф. Кормона в Париже. Вернувшись в Ярославль, преподавал в нескольких учебных заведениях города. Продолжил образование у В. Е. Маковского в Высшем художественном училище при Императорской Академии художеств (1898—1901; выпускная картина «Приём новобранцев»).
С 1905 года жил и работал в Сергиевом Посаде, но часто навещал родные места. В 1916 году вернулся в Туношну и прожил там до конца жизни. Член Ярославского художественного общества и участник его выставок в 1910-е годы. В 1934-м году вступил в ярославскую организацию Союза художников СССР. Умер 20 ноября 1934 года. Единственная персональная выставка прошла в Ярославле в 1937 году уже после смерти художника.

## Творчество

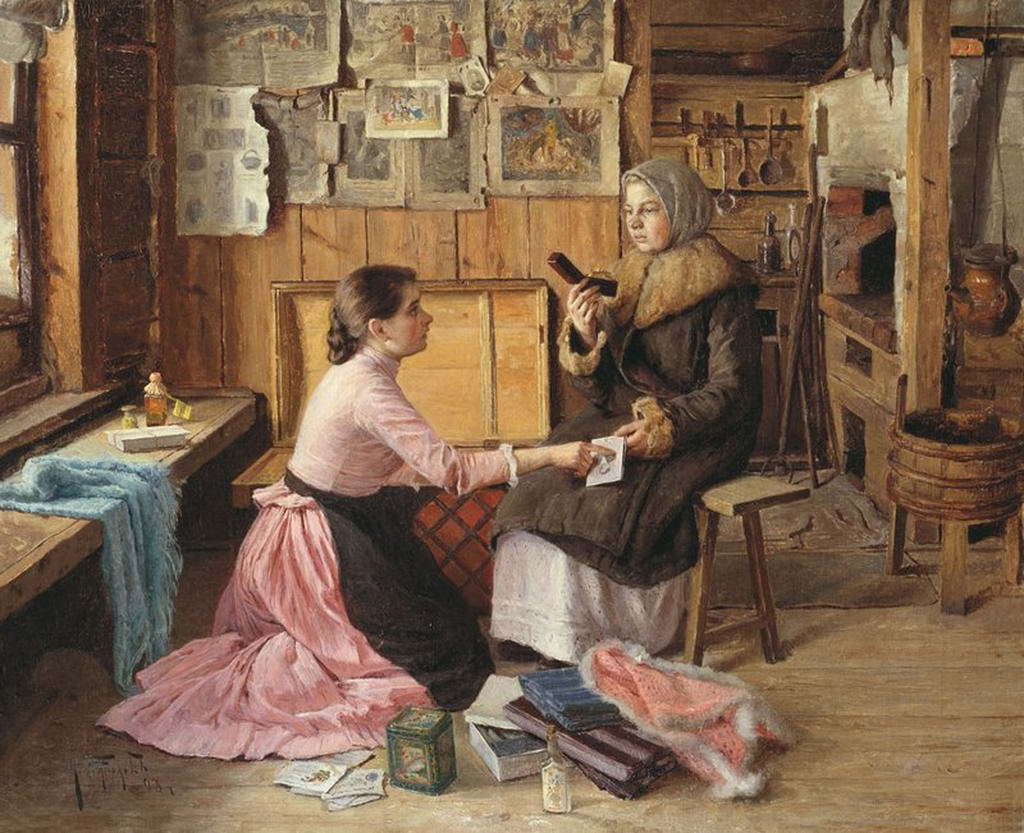
У приезжей подруги. 1893 год.

Наследие его значительно. Писал пейзажи, портреты, сцены из жизни родного села («Проводы», «За работой», «Воскресный день», «Мать и сын», «Проба голоса», «Удобный случай»), натюрморты.
Картины широко представлены в музеях Ярославля, Иванова, других собраниях России и Ближнего Зарубежья.